# (1502) Arenda
(1502) Arenda – planetoida z pasa głównego asteroid okrążająca Słońce w ciągu 4 lat i 189 dni w średniej odległości 2,73 au. Została odkryta 17 listopada 1938 roku w Landessternwarte Heidelberg-Königstuhl w Heidelbergu przez Karla Reinmutha. Nazwa planetoidy pochodzi od Sylvaina Arenda (1902-1992), belgijskiego astronoma. Przed nadaniem nazwy planetoida nosiła oznaczenie tymczasowe (1502) 1938 WB.